# 1Q84
«1Q84» (яп. いちきゅうはちよん, Ichi-Kyū-Hachi-Yon, Тисяча нев'ятсот вісімдесять чотири) — роман у трьох томах японського письменника Харукі Муракамі, вперше опублікований в Японії протягом 2009-10 років. Швидко став сенсацією, з перших днів випуску кількість проданих примірників роману тільки у Японії перевищила 2 мільйони копій. Українською всі три томи перекладені Іваном Дзюбом і випущено видавництвом Фоліо 12 листопада 2009 року.

## Сюжет
«1Q84» — це книга про пошук психологічної опори у світі розмитих орієнтирів. Головні герої книги дівчина-інструктор фітнес-клубу Аомаме і вчитель математики Тенго. Оповідь ведеться від третьої особи. Загальна фабула будується на темах віри і релігії, кохання і сексу, зброї і домашнього насилля, убивства за переконаннями і суїциду, духовної прірви між поколіннями батьків і дітей. Усе це переплетено у детективному сюжеті роману, де події відбуваються у двох паралельних реальностях: Токіо 1984-го і Токіо, за висловлюванням головної героїні Аомаме, «незрозуміло якого (1Q84)» року.

## Переклади
- Переклад української мовою, який виконав Іван Дзюб, став першим перекладом роману у світі[5]. Перший том вийшов у видавництві «Фоліо» 12 листопада 2009 року, другий том — 17 вересня 2010 року, третій том — 15 квітня 2011 року.
- Переклад англійською мовою виконали Джей Рубін (перший і другий том) і Філіп Габріель (третій том). Він вийшов друком у 25 жовтня 2011 року[6].
- Також існують переклади роману китайською, німецькою, корейською, голландською[7], іспанською[8], французькою[9], польською[10].